# Zappa in New York
Zappa in New York je živé album Franka Zappy, které bylo nahrané v New York City v prosinci 1976.

## Seznam skladeb

### 1978 LP
Všechny skladby napsal Frank Zappa.

#### Strana 1
1. "Titties & Beer" – 5:39
2. "I Promise Not to Come in Your Mouth" – 2:50
3. "Big Leg Emma" – 2:17

#### Strana 2
1. "Sofa" – 3:15
2. "Manx Needs Women" – 1:40
3. "The Black Page Drum Solo/Black Page #1" – 4:06
4. "Black Page #2" – 10:31

#### Strana 3
1. "Honey, Don't You Want a Man Like Me?" – 4:15
2. "The Illinois Enema Bandit" – 12:31

#### Strana 4
1. "The Purple Lagoon" – 16:57

### CD

#### Disk 1
1. "Titties & Beer" – 7:36
2. "Cruising For Burgers" – 9:12
3. "I Promise Not to Come in Your Mouth" – 3:32
4. "Punky's Whips" – 10:51
5. "Honey, Don't You Want a Man Like Me?" – 4:12
6. "The Illinois Enema Bandit" – 12:41

#### Disk 2
1. "I'm the Slime" – 4:24
2. "Pound for a Brown" – 3:41
3. "Manx Needs Women" – 1:51
4. "The Black Page Drum Solo/Black Page #1" – 3:50
5. "Big Leg Emma" – 2:17
6. "Sofa" – 2:56
7. "Black Page #2" – 10:36
8. "The Torture Never Stops" – 12:35
9. "The Purple Lagoon/Approximate" – 16:40

### Hudebníci
- Frank Zappa – dirigent, klávesy, sólová kytara, zpěv, producent
- Ray White – rytmická kytara, zpěv
- Eddie Jobson – klávesy, housle, zpěv
- Patrick O'Hearn – baskytara, zpěv
- Terry Bozzio – bicí, zpěv
- Ruth Underwood – perkuse, syntezátor
- Don Pardo – vyprávění
- Dave Samuels – tympány, vibrafon
- Randy Brecker – trubka
- Mike Brecker – tenor saxofon, flétna
- Lou Marini – alt saxofon, flétna
- Ronnie Cuber – barytonsaxofon, klarinet
- Tom Malone – pozoun, pikola, trubka

- John Bergamo – perkuse
- Ed Mann – perkuse
- Lou Anne Neill – osmotická harfa